# Vùng Hướng đạo Ả Rập (WOSM)

Huy hiệu vùng của Vùng Hướng đạo Ả Rập

Vùng Hướng đạo Ả Rập (tiếng Ả Rập: الاقليم الكشفي العربي) là văn phòng vùng của Văn phòng Hướng đạo Thế giới thuộc Tổ chức Phong trào Hướng đạo Thế giới có trụ sở tại Cairo, Ai Cập. Vào năm 1954, Hướng đạo đã trở thành rất phổ biến tại các quốc gia Ả Rập nên Tổ chức Phong trào Hướng đạo Thế giới thiết lập Vùng Hướng đạo Ả Rập tại Damascus, Syria.
Vùng có 17 thành viên Hướng đạo tại Tây Á và Bắc Phi bao gồm Algérie, Bahrain, Ai Cập, Jordan, Kuwait, Liban, Libya, Mauritanie, Maroc, Oman, Palestine, Qatar, Ả Rập Xê Út, Sudan, Tunisia, Các Tiểu vương quốc Ả Rập Thống nhất, và Yemen.
Mặc dù Iraq và Syria hiện tại không phải là các quốc gia được Tổ chức Phong trào Hướng đạo Thế giới công nhận, cả hai có phong trào Hướng đạo và trong số các sáng lập viên đầu tiên của Phong trào Hướng đạo tại Vùng Ả Rập. Hướng đạo đang được phát triển tại Tây Sahara với sự giúp đỡ của Hướng đạo sinh từ Quần đảo Canaria.
Vùng này là đồng nhiệm của Vùng Nữ Hướng đạo Ả Rập của Hội Nữ Hướng đạo Thế giới (WAGGGS).
Năm 2006, Tiến sĩ Atif Abdelmageed Abdelrahman Ahmed của Sudan được bầu là Giám đốc của Vùng Hướng đạo Ả Rập.

## Thay đổi phạm vi địa lý của Vùng

Khu vực nằm dưới quyền của Vùng Hướng đạo Ả Rập

Bìa tem bưu điện Trại Họp bạn của Vùng Ả Rập: bản đồ trên con tem dường như cho biết là Somalia cũng có thể là thành viên lúc nào đó của Vùng

Vùng Hướng đạo Ả Rập cũng có thể bao gồm Iran, một quốc gia không cùng chủng tộc và nằm ngoài tầm ảnh hưởng của Thế giới Ả Rập, nhưng lại thường được xếp vào cùng vùng vì có những liên hệ về văn hóa và tôn giáo. Tuy nhiên, mặc dù cùng logic đó, Pakistan là thành viên của Vùng Hướng đạo châu Á-Thái Bình Dương, và Thổ Nhĩ Kỳ là một thành viên của Vùng Hướng đạo châu Âu, vì vậy việc sắp xếp cuối cùng cho Hướng đạo tại Iran sẽ được định đoạt vào thời điểm đó. Somalia cũng có thể là thành viên một lúc nào đó của Vùng.
Bản đồ trên trang chính của trang web chính thức của Vùng cho biết rằng Ethiopia, Eritrea, Djibouti, và Somalia nằm trong phân giới của Vùng. Ethiopia hiện tại là một thành viên của Vùng Hướng đạo châu Phi, và các nước kia đang chờ đợi Tổ chức Phong trào Hướng đạo Thế giới công nhận và sắp đặt vùng địa lý.
Trung tâm Hướng đạo Quốc tế Cairo là một tòa nhà lộng lẫy sáu tầng cạnh bên Sân Vận động Quốc tế Cairo sẵn sàng chào đón tất cả các Hướng đạo sinh, các tổ chức phi Hướng đạo và khách tham quan cá nhân. Trung tâm có chỗ cho cả hội nghị và nghỉ ngơi.

## Hướng đạo tại Tây Sahara

Tây Sahara, một lãnh thổ đang bị tranh chấp là nhà của Hội Hướng đạo Sahraoui (tiếng Ả Rập: |اتحاد الكشافة الصحراوي) và là một trong 35 quốc gia mà Hướng đạo tồn tại nhưng không có Tổ chức Hướng đạo Quốc gia nên chưa là một thành viên của Tổ chức Phong trào Hướng đạo Thế giới. Hướng đạo tồn tại cả như là một phần của Fédération Nationale du Scoutisme Marocain (Liên đoàn quốc gia Hướng đạo Maroc) và các nhóm độc lập.